# 联合街人行天桥
联合街人行天桥是美国华盛顿州西雅图的一座人行天桥，2020年开工，2022年12月投入使用。